# Pimoa anning
Espèce
Pimoa anning est une espèce d'araignées aranéomorphes de la famille des Pimoidae.

## Distribution
Cette espèce est endémique du Sichuan en Chine,. Elle se rencontre dans le xian de Jinchuan.

## Description
Le mâle holotype mesure 5,91 mm et la femelle paratype 5,97 mm.

## Étymologie
Son nom d'espèce lui a été donné en référence au lieu de sa découverte, Anning.

## Publication originale
- Xu, Zhang, Yao, Ali & Li, 2021 : « Thirty-five new species of the spider genus Pimoa (Araneae,Pimoidae) from Pan-Himalaya. » ZooKeys, no 1029, p. 1-92 (texte intégral).